# Szlovéniai forgalmi rendszámok

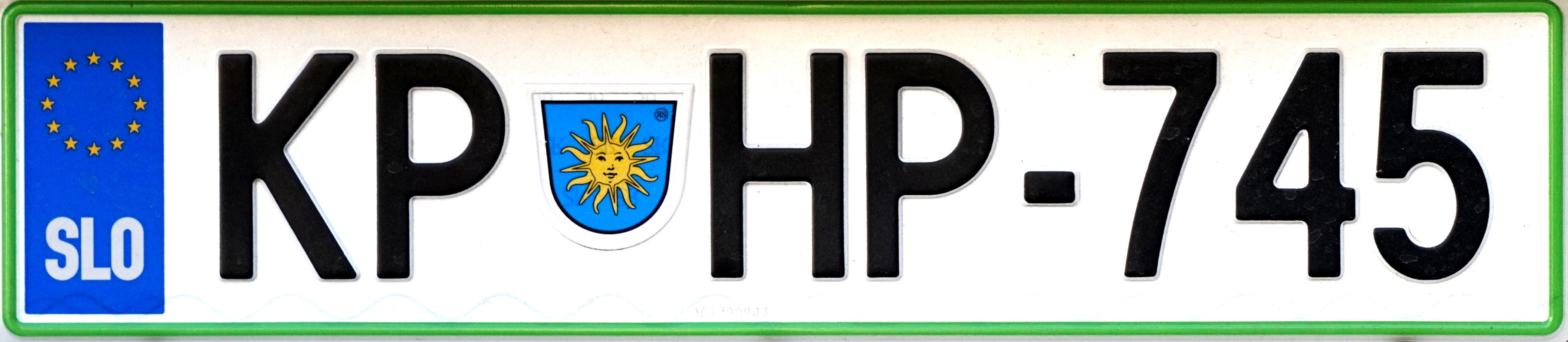
Jelenlegi (2008-tól érvényes) szlovén forgalmi rendszám

Szlovénia 1991. június 25-én szakadt el Jugoszláviától, majd az év végétől használják a jugoszláv rendszámok helyett a saját szlovén forgalmi rendszámot.
A szlovén ábécé betűi szerepelhetnek a rendszámokon, kivéve: Č, Š és Ž betűket. A múltban X, Y és W betűvel ellátott táblákat is kiadtak, ez elvileg 2025-ben is lehetséges, de nem gyakori. Tehát 22 fajta betű fordul elő.

## 1991-es sorozat

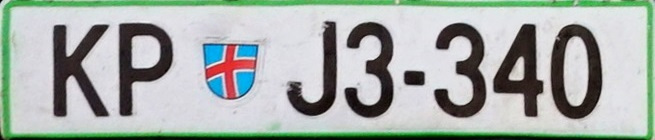
1991-es rendszám
KP = Koper

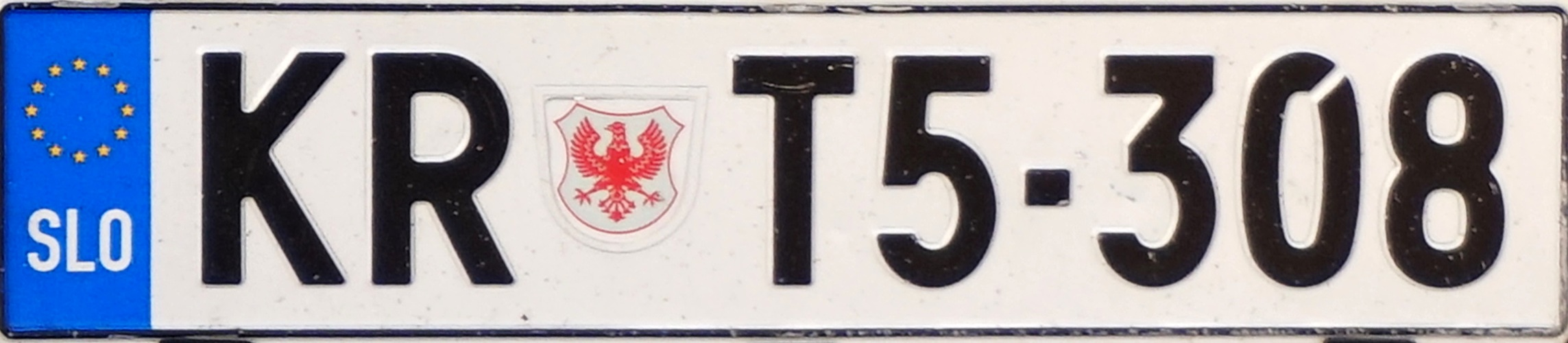
2004-2008 közötti rendszám
KR = Kranj

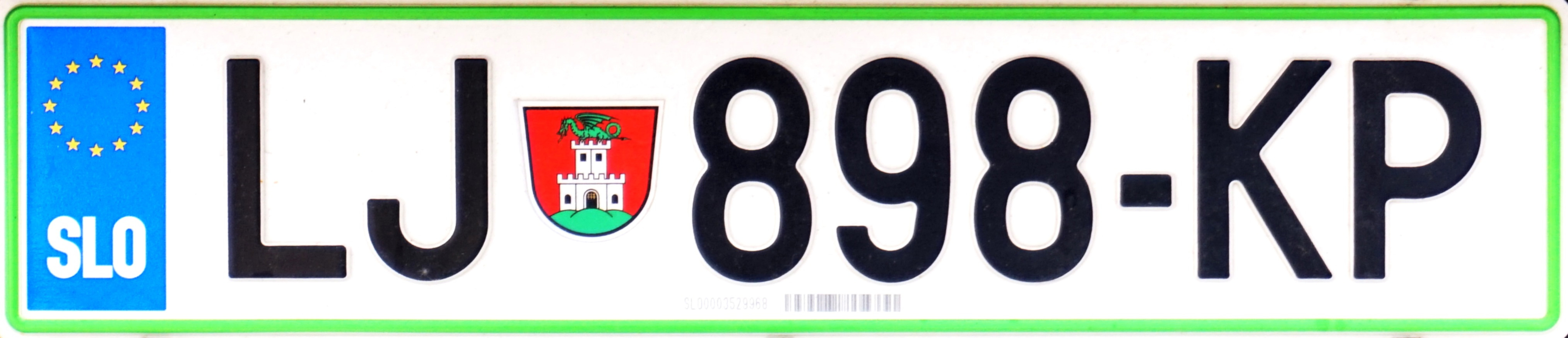
2008 utáni rendszám
LJ = Ljubljana

Az 1991-ben bevezetett új rendszám teljesen szakított a régi jugoszláv rendszámok formátumával.
A normál, általánosan használt rendszám fehér alapon fekete karakterekkel írt, két latin betű (területkód) – városcímer – maximum két szám, melyből az első betű is lehet – kötőjel – három szám, melyből az utolsó betű is lehet (pl.: LJ*N9-99N), világoszöld kerettel. 
Méretei megfelelnek az európai szabványnak: 
- az egysoros 520 mm * 120 mm
- a kétsoros: 340 mm * 220 mm
- motorkerékpár: 150 mm * 150 mm

Pótkocsikon a karaktercsoportok sorrendje fordított, elöl van az ötkarakteres sorozatszám, aztán a címer, majd a területkód, pl.: N9-99N*LJ.
A motorkerékpárok rendszáma csak négyjegyű sorozatszámmal rendelkezik, melyből az első és az utolsó betű is lehet, pl.: LJ*25-1A.
A mopedrendszámok fehér alapúak, piros felirattal és a felirat két sorban található rajtuk. A rendszám mérete: 105 mm * 130 mm.
Lehetőség van személyre szabott rendszámok vásárlására is, ezeknél a sorozatszám helyén található a választott felirat, pl: LJ*FRANCE1.

## 2004-es sorozat
2004. május 1-jétől (Szlovénia belépése az EU-ba) a rendszám bal szélén egy 40 mm széles függőleges kék sávban felül az Európai Unió zászlaja, alatta fehér színnel az SLO felirat is megtalálható. Ezzel egy időben a rendszám kerete feketére változott és a karakterek betűtípusa is másfajta lett. Más paramétereiben a rendszám megegyezik az 1991-es eredetijével.

## 2008-as sorozat
2008-tól visszatértek a zöld kerethez, és a betűtípus is megváltozott.

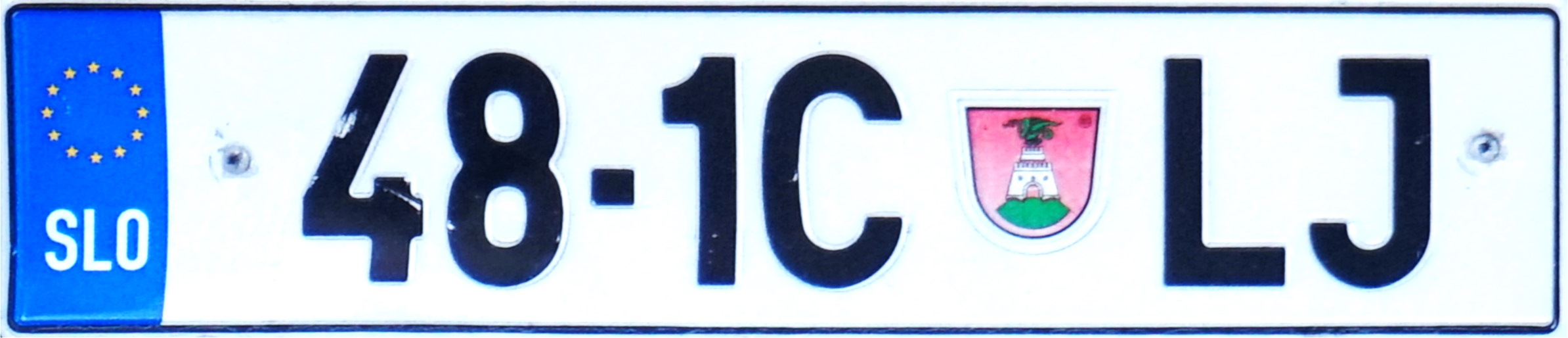
Pótkocsi rendszám
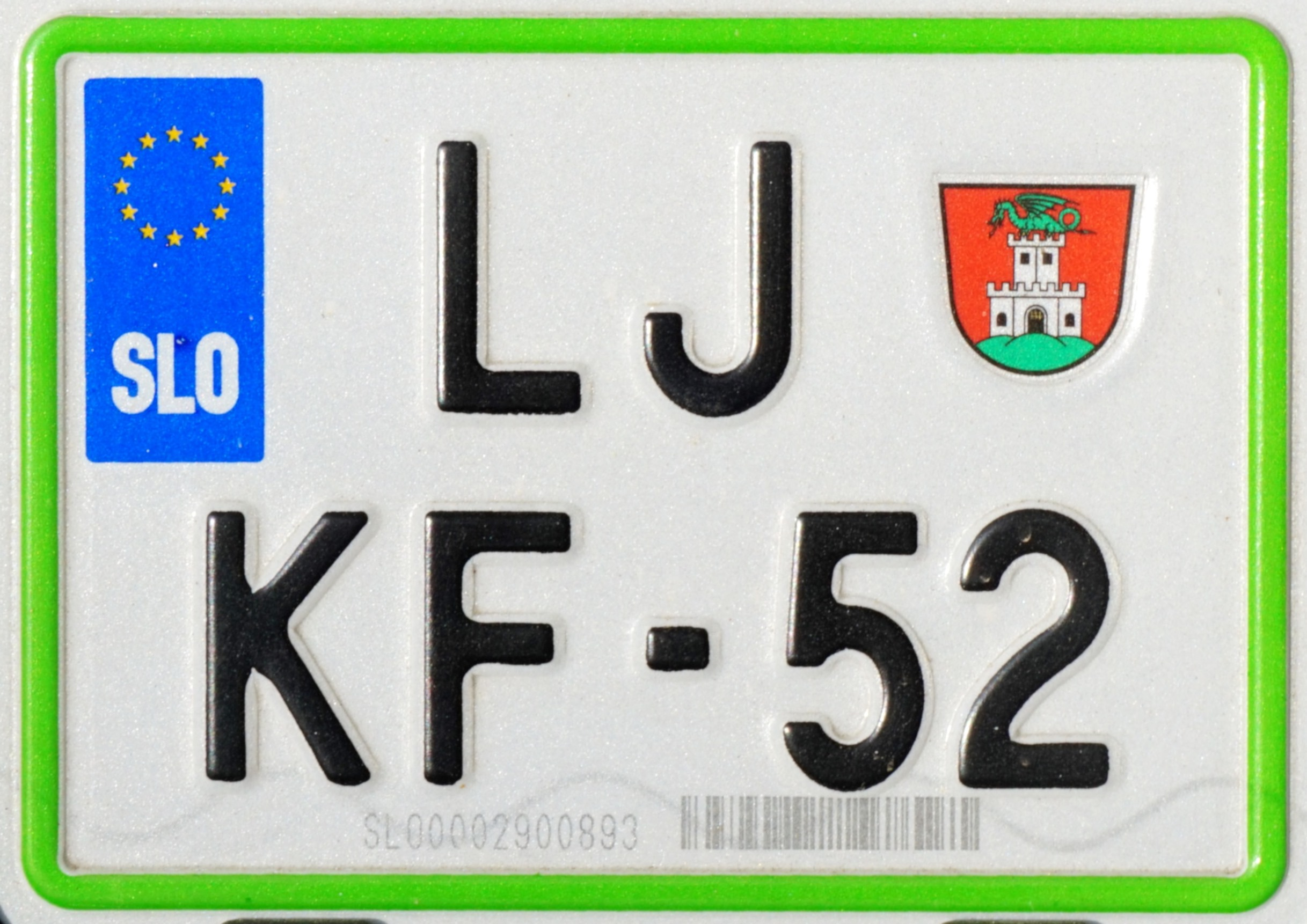
Motorrendszám
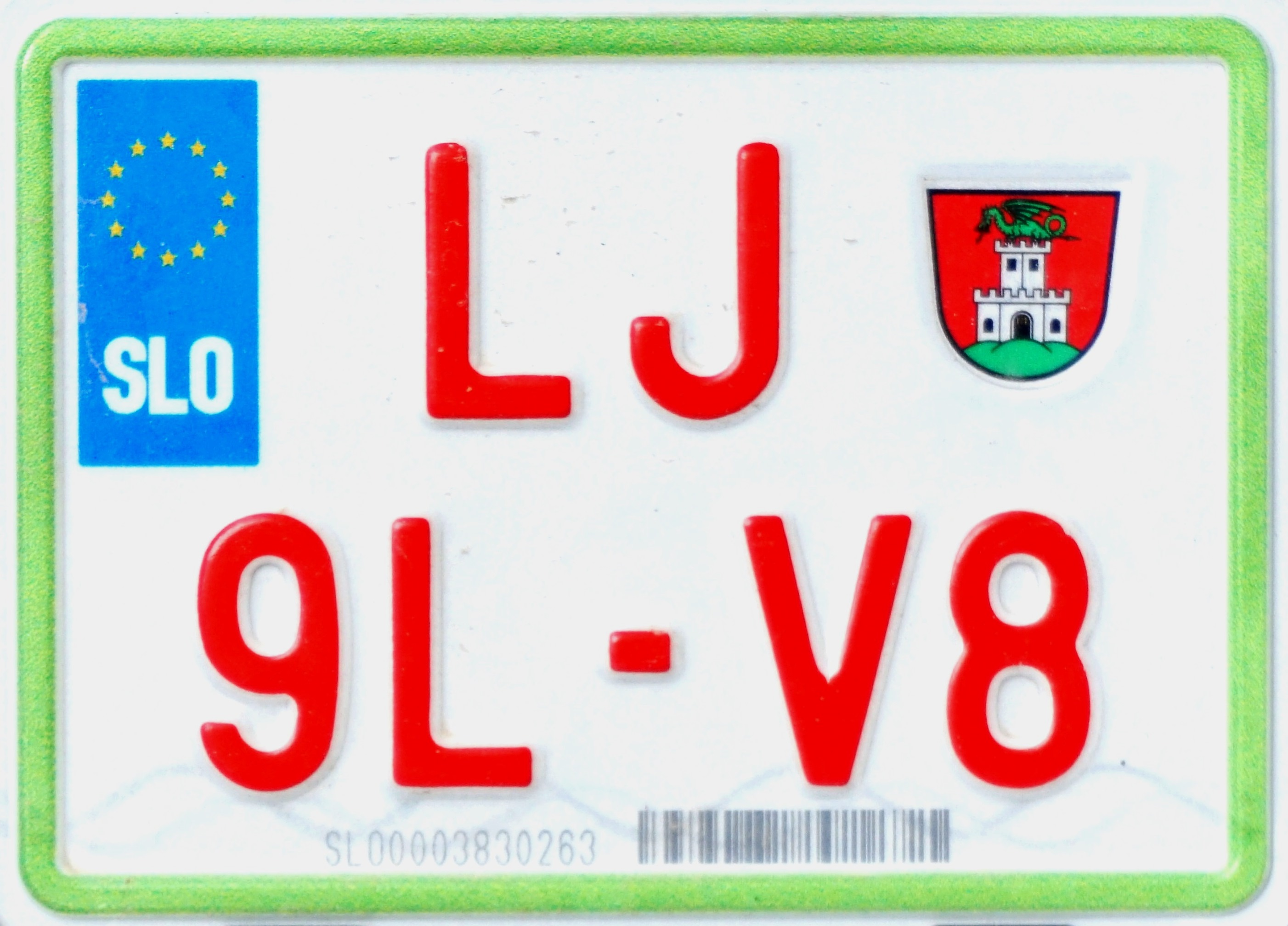
Mopedrendszám
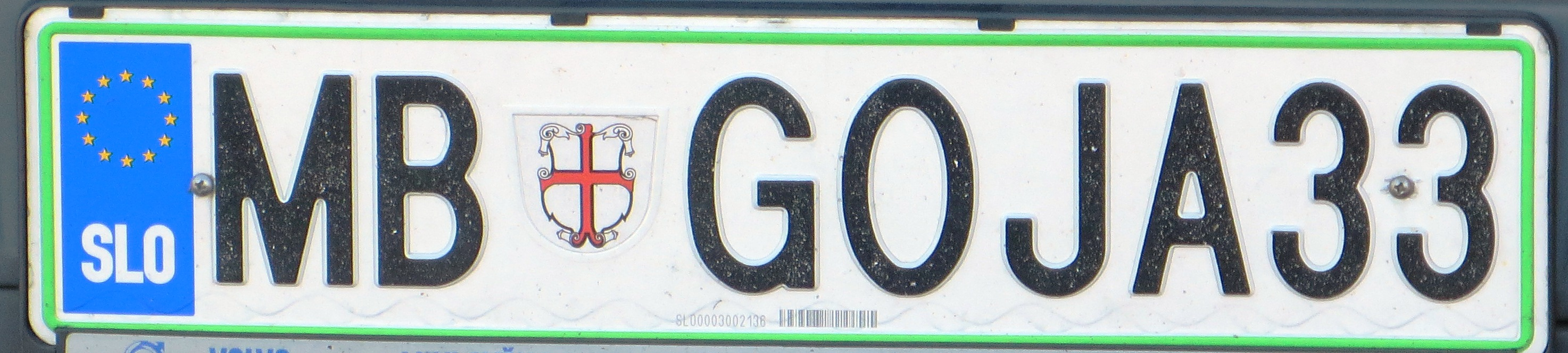
Személyre szabott rendszám

### Területi betűkódok

A szlovén forgalmi rendszámok területi betűkódjai.

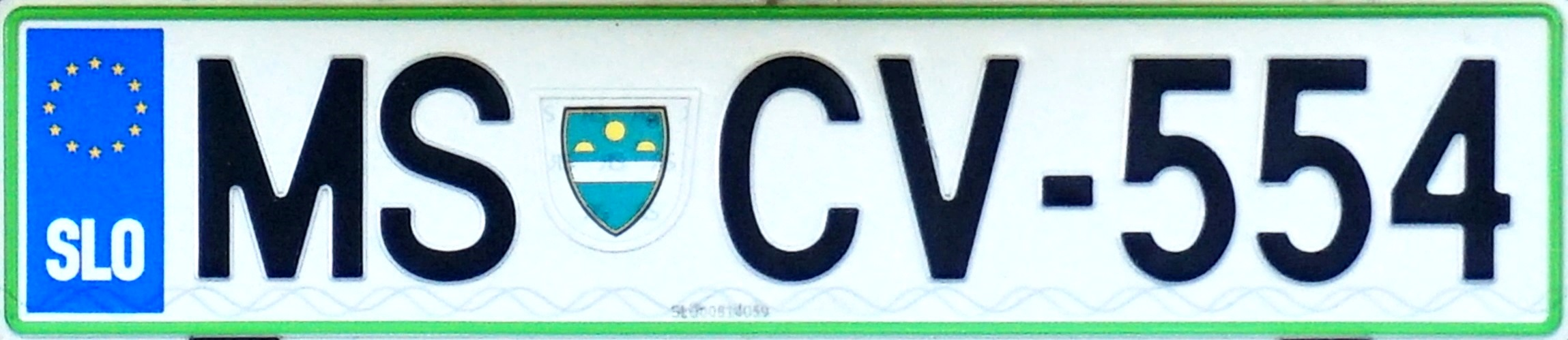
MS = Muraszombati régió, Muraszombat városi község címerével.

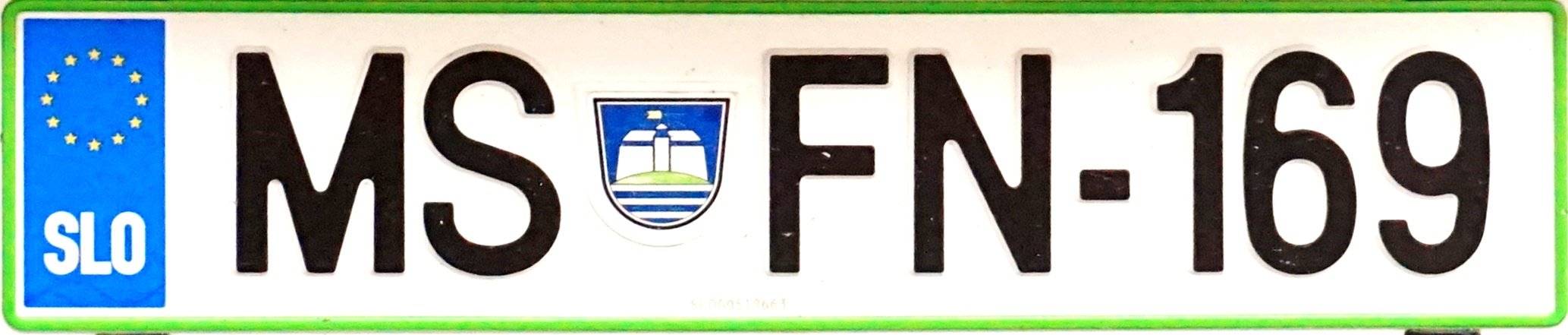
MS = Muraszombati régió, Lendva község címerével.

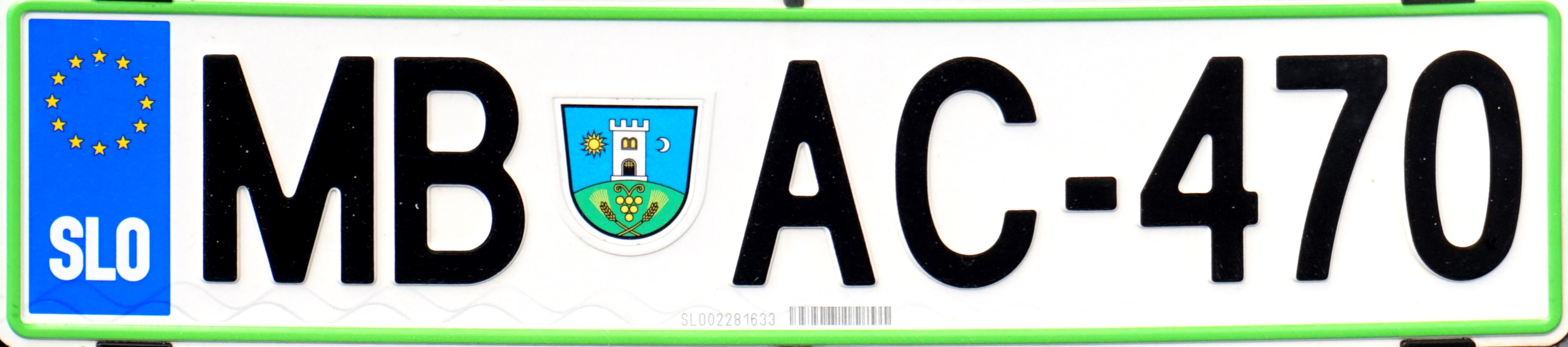
MB = Maribor régió, Ormosd község címerével.

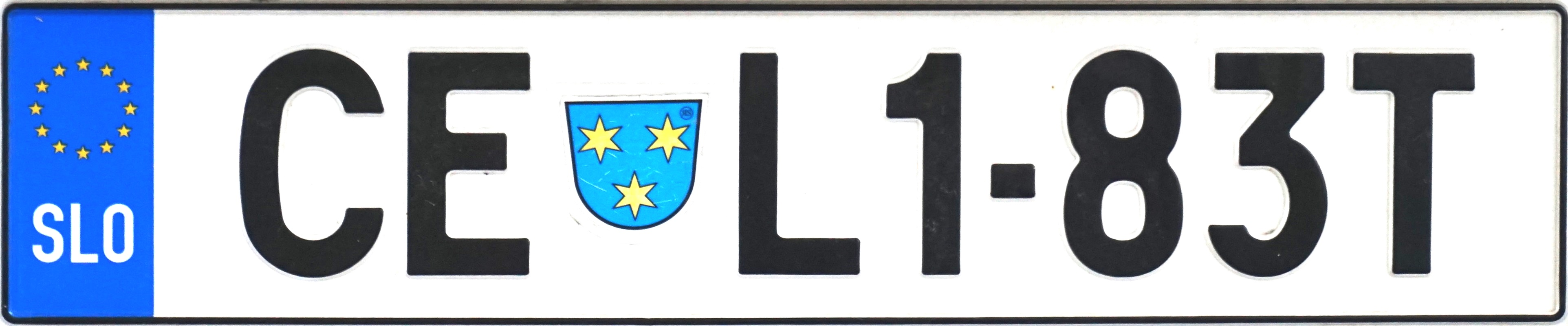
CE = Celje régió, Celje városi község címerével.

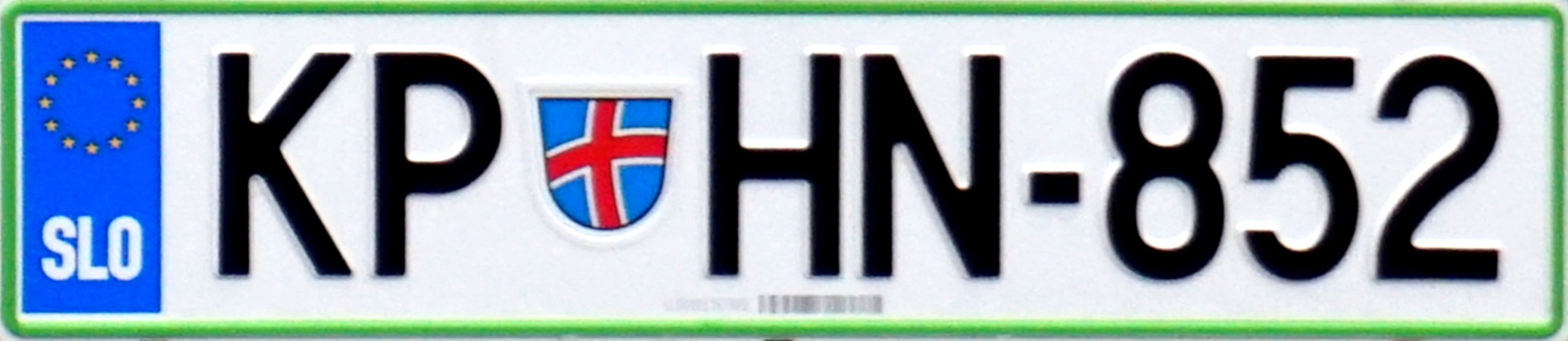
KP = Koper régió, Piran község címerével.

A szlovén rendszámokon területalapú jelölést használnak.
A normál szlovén rendszámok első (pótkocsikon utolsó) két karaktere területalapú betűkód. Ezek egy-egy régiók központját jelölik. Érdekesség, hogy a területalapú betűkódot az adott kisebb községek vagy községcsoportulások (občine) címerei jelölnek. Ezeket követően pedig a tetszőleges két betűből vagy számból és három tetszőleges betűből vagy számból álló kombinációból áll az szlovén rendszámok jelenleg használt verziója. 
A területkódot egy címer követi, amely a régiókon belüli községek címerei. Összesen 54 darab címert használnak.
Az egyes régiók betűkódjai és községek címerei a következők:
| Kód | Címer             | Községcsoport |
| --- | ----------------- | ------------- |
| CE  |                   | Celje         |
|     | Laško             |               |
|     | Mozirje           |               |
|     | Slovenske Konjice |               |
|     | Šentjur           |               |
|     | Šmarje pri Jelšah |               |
|     | Velenje           |               |
|     | Žalec             |               |
| GO  |                   | Ajdovščina    |
|     | Idrija            |               |
|     | Tolmin            |               |
|     | Nova Gorica       |               |
| KK  |                   | Brežice       |
|     | Krško             |               |
|     | Sevnica           |               |
| KP  |                   | Izola         |
|     | Koper             |               |
|     | Piran             |               |
|     | Sežana            |               |
|     | Ilirska Bistrica  |               |
| KR  |                   | Jesenice      |
|     | Kranj             |               |
|     | Radovljica        |               |
|     | Škofja Loka       |               |
|     | Tržič             |               |
| LJ  |                   | Cerknica      |
|     | Domžale           |               |
|     | Grosuplje         |               |
|     | Hrastnik          |               |
|     | Kamnik            |               |
|     | Kočevje           |               |
|     | Litija            |               |
|     | Ljubljana         |               |
|     | Logatec           |               |
|     | Ribnica           |               |
|     | Trbovlje          |               |
|     | Vrhnika           |               |
|     | Zagorje ob Savi   |               |

| Kód | Címer                       | Községcsoport  |
| --- | --------------------------- | -------------- |
| MB  |                             | Lenart         |
|     | Maribor                     |                |
|     | Ormosd (Ormož)              |                |
|     | Pesnica                     |                |
|     | Ptuj                        |                |
|     | Ruše                        |                |
|     | Slovenska Bistrica          |                |
| MS  |                             | Gornja Radgona |
|     | Lendva (Lendava)            |                |
|     | Ljutomer                    |                |
|     | Muraszombat (Murska Sobota) |                |
| NM  |                             | Črnomelj       |
|     | Metlika                     |                |
|     | Novo mesto                  |                |
|     | Trebnje                     |                |
| PO  |                             | Postojna       |
| SG  |                             | Dravograd      |
|     | Radlje ob Dravi             |                |
|     | Ravne na Koroškem           |                |
|     | Slovenj Gradec              |                |

## Speciális formátumok
A normál rendszámok mellett Szlovéniában is található számos különleges, speciális rendeltetésű rendszám is, melyek a következők:

### Ideiglenes

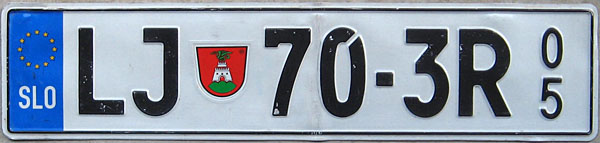
Ideiglenes rendszám, LJ = Ljubljana

A jelenleg használt rendszámok lényegében megegyeznek a normál formátumúakkal, azzal a különbséggel, hogy az utolsó sorozatszám helyett az érvényesség évének utolsó két karaktere található egymás alatt, pl.: CE*E4-55 04.
2004 előtt a rendszám alapszíne világoszöld volt.

### Export

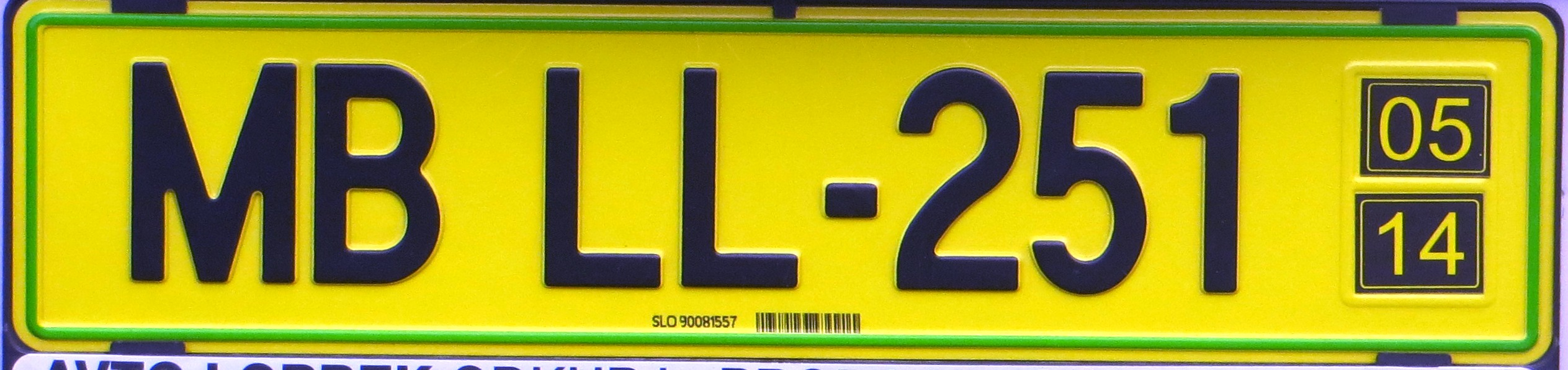
Export rendszám, MB = Maribor

Akkor használják, ha a jármű véglegesen elhagyja az országot.
A jelenleg használt rendszámok lényegében megegyeznek a normál formátumúakkal, azzal a különbséggel, hogy a háttér sárga és a keret zöld színű, valamint az utolsó sorozatszám helyett az érvényesség hónapjának és évének utolsó két karaktere található egymás alatt, pl.: LJ*S6-10 0604.
2004 előtt a rendszám kerete a normál rendszámokéhoz hasonlóan zöld volt, de a karaktereket már akkor is vörössel írták.

### Próba
Rövid távú ideiglenes rendszámként használják, készülhet fémből és papírból is. Ha fémből készül, a sorozatszám háromjegyű, és tartalmazza a címert is, mérete 340 mm * 150 mm. Ha papírból készül, akkor formátuma megegyezik a normál rendszámokéval, de a címer helyett kötőjelet használnak, mérete nem szabványos. Mindkét esetben a rendszám felső részén a PREIZKUŠNJA felirat látható.

### Nehéz gépjármű
Extrém túlsúlyos tehergépjárműveken és pótkocsikon használják.
A jelenleg használt rendszámok lényegében megegyeznek a normál formátumúakkal, azzal a különbséggel, hogy a rendszám vörös alapon fehér karakterekkel írtak, pl.: LJ*47-456.

### Mezőgazdasági

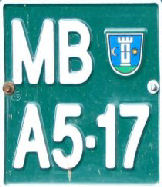
Mezőgazdasági rendszám, MB=Maribor

A rendszám sötétzöld alapon fehér karakterekkel írt, a felső sorban két latin betű (területkód) – városcímer, alatta két szám, melyből az első betű is lehet – kötőjel – két szám, melyből az utolsó betű is lehet, fehér kerettel. Mérete: 220 mm * 220 mm.
Sematikus ábrázolása:
| MB* A9-99 |

### Rendőrségi

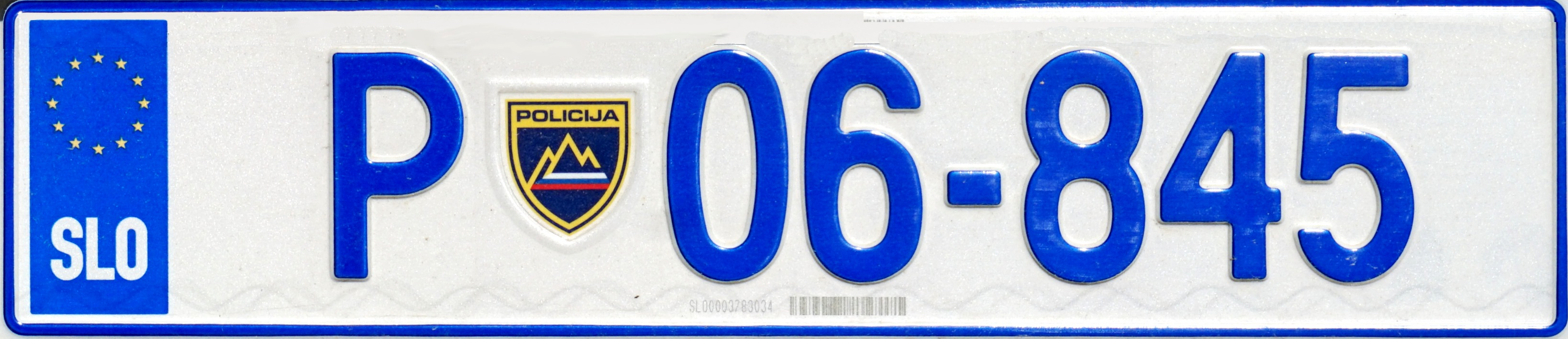
Rendőrségi rendszám
6 = Postnoja

A jelenleg használt rendszámok lényegében megegyeznek a normál formátumúakkal, azzal a különbséggel, hogy a karakterek és a keret színe kék, valamint a területkód helyett fix P betűt (Policija) használnak, a városcímer helyett pedig a rendőrség címere látható.
Sematikus ábrázolása:
| P*01-999 |

A sorozatszám első számjegye a rendőrségi régiókat jelöli, melyek a következők:
- 01 – Ljubljana
- 02 – Maribor
- 03 – Novo Mesto
- 04 – Muraszombat (Murska Sobota)
- 05 – Kranj
- 06 – Postojna
- 07 – Koper (Capodistria)

### Katonai

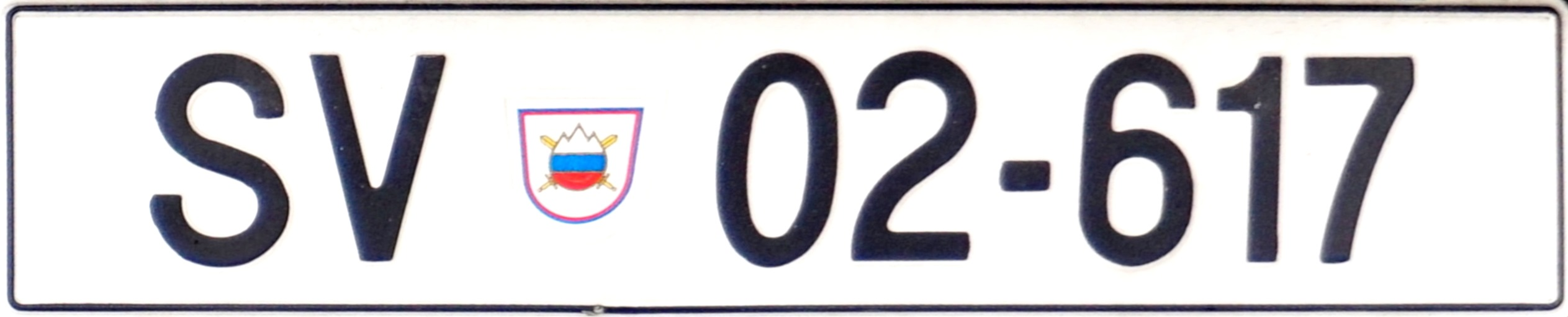
Katonai rendszám
2 = Maribor

A jelenleg használt rendszámok lényegében megegyeznek a normál formátumúakkal, azzal a különbséggel, hogy a területkód helyett fix SV betűket (Slovenska Vojna) használnak, a városcímer helyett pedig a katonaság címere látható.
Sematikus ábrázolása:
| SV*01-999 |

A sorozatszám első két számjegye a katonai régiókat jelöli, melyek a következők:
- 01 – Ljubljana
- 02 – Maribor
- 03 – Novo Mesto
- 04 – Muraszombat (Murska Sobota)
- 05 – Kranj
- 06 – Postojna
- 07 – Koper (Capodistria)

Teherszállító járművek rendszáma inverz színű, azaz fekete alapon fehér karakterekkel írt.
1997 előtt a betűk SV helyett TO (Teritorske Osvoboditve) voltak.

### Diplomáciai

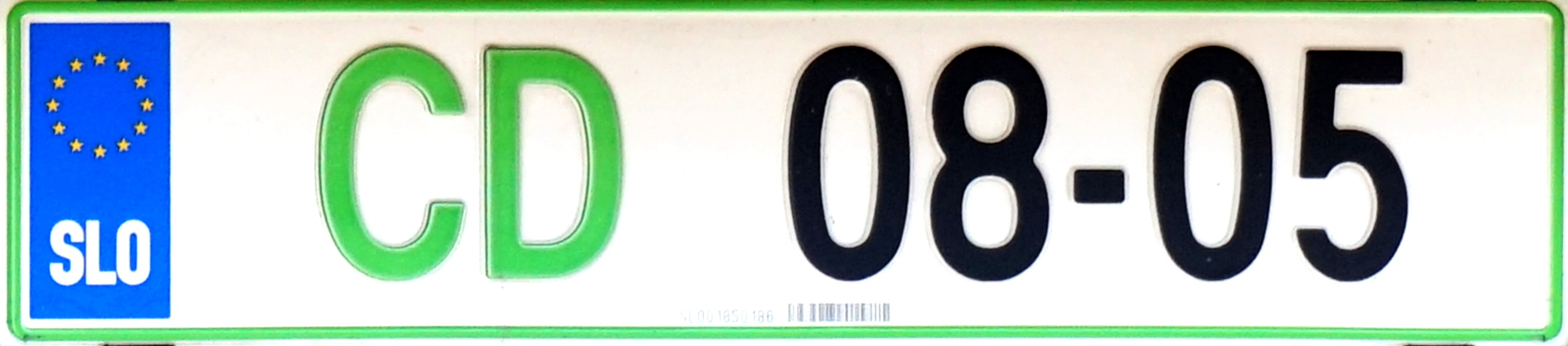
Diplomata rendszám
CD = Diplomáciai testület tagja

A rendszám fehér alapon fekete karakterekkel írt, fix világoszöld diplomáciai kód – szóköz – maximum három szám (országkód) – kötőjel – két szám, fekete kerettel. Méretei megegyeznek a normál rendszáméival, és 2004 óta a kék sáv is megtalálható a bal oldalon.
A diplomáciai kód a következő lehet:
- CDM – Nagykövet
- CD – Diplomáciai testület tagja
- CC – Konzulátusi testület tagja
- M – Technikai személyzet

2000 előtt a jugoszláv formátumot használták, ami fekete alapon okkersárga karakterekkel írt két latin betű (területkód) – szóköz – két szám (országkód) – kötőjel – egy latin betű (diplomáciai kód) – három szám – szóköz – az érvényesség évének utolsó két számjegye, okkersárga kerettel formátumú volt. 1997-ben a invertálták a színeket, és az érvényesség ideje lekerült a rendszámról.
Az akkor kódok jelentése a következő volt:
- A – Diplomáciai/Konzulátusi testület tagja
- E – Külföldi gazdasági társaság képviselője
- M – Diplomáciai képviselet dolgozója
- P – Külföldi kulturális képviselet/média tagja

## Korábbi rendszámok

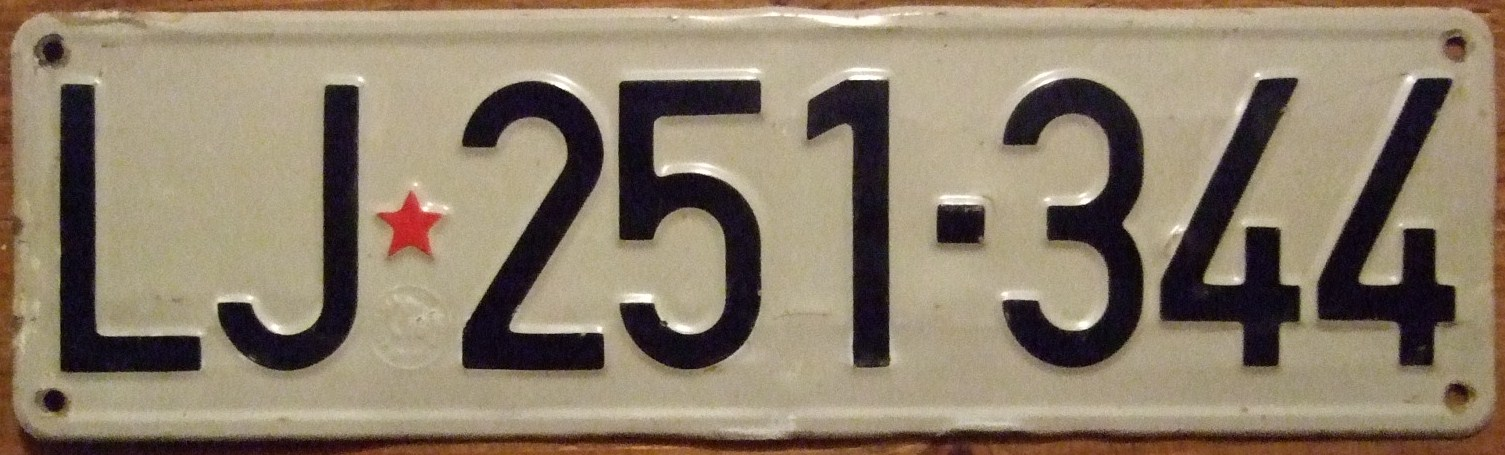
Régi jugoszláv rendszám
LJ = Ljubljana

### Jugoszláv rendszám
Szlovénia jelenlegi formájában 1991-ben nyerte el függetlenségét Jugoszláviától. Addig az ott rendszeresített formátum futott az utakon. Általános formája fehér alapon fekete karakterekkel írt, két betű (területjelölő kód) – vörös csillag – két, vagy három számkód – kötőjel – két, vagy három számkód volt (pl.: LJ*25-56, LJ*256-987)
A Szlovénia területére eső egykori jugoszláv területkódok a következők voltak: CE, GO, KP, KR, LJ, MB, MS, NM.

## Fordítás
Ez a szócikk részben vagy egészben  a   Vehicle registration plates of Slovenia című angol Wikipédia-szócikk ezen változatának fordításán alapul.  Az eredeti cikk szerkesztőit annak laptörténete sorolja fel. Ez a jelzés csupán a megfogalmazás eredetét és a szerzői jogokat jelzi, nem szolgál a cikkben szereplő információk forrásmegjelöléseként.